# Mănăstirea Buciumeni (Galați)
Mănăstirea Buciumeni este o mănăstire ortodoxă din România situată în comuna Buciumeni, județul Galați.
Este atestată documentar de la 1602.

## Istoric
Situată într-o mirifică vatră pustnicească, bogată în vechi mărturii de viață creștină românească, pierdută parcă în mijlocul codrilor seculari stăpâniți, altă dată, de cei care-și vesteau prin bucium (de aici și denumirea codrilor înconjurători și a mănăstirii) bucuria și durerea Mănăstirea Buciumeni își trage seva istoriei din negura vremii. Se pare că pe la 1420 - 1430 în vremea domnitorului Alexandru cel Bun, câteva călugărițe cu ajutorul locuitorilor din satele învecinate ridică o bisericuță de lemn cu hramul Sfântului Ierarh Nicolae și câteva chilii.
Pe la 1700 vechiul locaș de închinare este refăcut de către serdarul Manolache Radovici proprietarul unei moșii în satul Buciumeni și sfințit de Episcopul Sava al Romanului, ce așază în fruntea obștii pe monahia Mafta. Bisericuța la 1750 datorită unor acuzații de complot pus la cale aici împotriva domnilor fanarioți este demontată și transportată de către monahul Isaia Orbul la nou înființatul schit de la Buciumi. Însă după 130 de ani, frumoasa bisericuță va lua din nou drumul pribegiei, fiind așezată în cimitirul mănăstirii Bogdana de schimonahul Isaia Diaconu-Diaconescu. În 1925 această biserică va fi distrusă parțial de un incendiu, dar va fi refăcută în același stil de starețul Glicherie Lovin, mai târziu duhovnicul mânăstirii Adam.
Schitul Buciumeni în anul 1750 devine metoc al Episcopiei Romanului. Un document al vremii menționează că hramul mânăstirii era sărbătorit a doua zi după Rusalii la sărbătoarea Sfintei Treimi.
Între 1840 - 1844 se ridică biserica din cărămidă și clopotnița. De-a lungul timpului bucurându-se de numeroase danii, schitul își sporește atât obștea cât și averile.
În 1860 schitul (legea secularizării averilor bisericești) se desființează, maicile fiind trimise la mânăstirile Adam, Agapia și Văratec, rămânând 12 monahii (cele foarte bătrâne) în chiliile lor.
Sub păstorirea marelui cărturar și patriot Melchisedec Ștefănescu, episcop al Dunării de Jos își recapătă toate drepturile, iar după 1879 biserica este refăcută și zugrăvită de Stoica Ioniță Gheorghe (Păcătosul). Mănăstirea capătă din nou puteri, astfel în primul război mondial 
primește refugiați din Muntenia.
În ciuda dificultăților create de "liber cugetătorii" comuniști se reușește restaurarea bisericii și pictarea ei în interior în stil neobizantin de Anatolie Cudinof, între 1957-1959.
După 1960, la mănăstire au rămas câteva dintre monahii, în condiții deosebit de grele.
Viața monahală a fost revigorată după 1990, prin energica susținere a P.S. Casian și sub conducerea monahiei Macrina Huma, cu sprijinul duhovnicilor Teoctist Dobrin și Mihail Nare, realizându-se reamanejarea întregului complex mânăstiresc, construirea unei clopotnițe, noi corpuri de chilii, anexe gospodărești și împrejmuirea cu gard a incintei. 
Cele 40 de maici ale mănăstirii împletesc zilnic rugăciunea cu munca îngrijindu-se de prosperarea mânăstirii.
O inițiativă deosebit de valoroasă a P.S. Episcop Dr. Casian Crăciun este crearea unei tabere de tineri liceeni în mânăstire. Anual sute de tineri din județele Eparhiei de ziua hramului Sf. Treimi iau parte la slujbă apoi intră în dialog cu preoții pe diverse teme de credință, morală și cultură.